# 徐承宰
徐承宰（：／ Seo Seung Jae，1997年9月4日—），韓国男子羽毛球運動員。全州市出生，现为韩国队双打主力。
他曾与崔鐘友赢得2013年世青賽男雙季军，在2015年亚青賽赢得男單亚军，被视为韩国名将李龙大的接班人。在2023年世界羽毛球锦标赛，徐承宰分别搭档蔡侑玎和姜敏赫获得混合双打和男子双打两枚金牌，成为世界羽毛球锦标赛历史上第九位在单届賽事兼项夺冠的运动员，也是继纪明发、朴柱奉和金东文之后第四位获此成就的男运动员。

## 選手生涯
2012年10月，徐承宰代表韩國隊出戰在日本千葉縣舉行的世界青年羽毛球錦標賽，贏得混合團體铜牌。
2013年7月，徐承宰代表韩國隊出戰在马来西亚沙巴州亞庇市舉行的亚洲青年羽毛球錦標賽，贏得混合團體金牌。同年10月，徐承宰代表韩國隊出戰在泰國曼谷舉行的世界青年羽毛球錦標賽，贏得混合團體冠軍和男子雙打項目季军。
2014年2月，徐承宰代表韩國隊出戰在臺灣舉行的亚洲青年羽毛球錦標賽，贏得混合團體银牌和男子單打項目银牌。
2015年6月，徐承宰代表韩國隊出戰泰國曼谷舉行的亚洲青年羽毛球錦標賽，贏得混合團體银牌和男子單打項目银牌。

### 2016年
2016年9月，徐承宰代表韓國參加在俄羅斯莫斯科州舉行的世界大學生羽毛球錦標賽，贏得混合團體比賽季軍。

### 2017年
2017年5月，徐承宰被韩国队列入蘇迪曼盃的男双名单。他与金元昊携手对阵俄罗斯的弗拉基米尔·伊万诺夫/伊万·索松诺夫，以0比2（18-21、18-21）输给对手。当时，韩国队以2比3不敌中華台北队只能以小組第二名出线。在半準決賽至準決賽中，徐承宰与催率圭搭档合作，取得2胜0负的战绩，分别战胜中華台北的李哲輝/李洋和泰国的博丁·伊沙拉/德差蓬·保乌拉努科，幫助韩国队挺进决赛。虽然決賽的第一點男双中，首次征战的他与新搭档输了，其后韩国队实现反超，以总比分 3:2 打倒卫冕的中国队，夺回苏迪蔓杯团体赛冠军。在比赛中，韩国教练多次安排他上阵，足以看得出对于这名年轻主力的期待。該屆韩国队成員大换血，為锻炼年轻选手，柳延星和金基正两名男雙主力以及女双主力申昇瓚均未入選。
2017年6月底至7月初，徐承宰分别与金元昊和金荷娜搭檔出戰中華台北羽球公開賽。在混双四强中，以2比0（21-13、21-6）大胜泰国的提恩·伊斯里亞內特/帕沖攀·磋楚翁。决赛中，以2比0（22-20、21-10）直落两局拿下赛会第3种子的中華台北的王齊麟/李佳馨，赢得首个黄金大赛冠军。而男双次圈中，激战三局以1比2（21-15、22-24、19-21）被赛会第3种子中華台北的盧敬堯/楊博涵逆转而败阵下来，同时也无缘本赛事第二冠。
2017年7月下旬，徐承宰分别与金元昊和金荷娜出戰美國羽毛球黃金大獎賽。在混双四强中，以2比0（21-13、21-13）轻取日本的權藤公平/永原和可那。决赛中，以三局比拼2比1（16-21、21-14、21-11）战胜了韩国队友金元昊/申昇瓚，再度赢得第二个黄金大赛混双冠军。而男双次圈中，激战三局以1比2（21-17、8-21、21-23）再次被赛会第1种子中華台北的盧敬堯/楊博涵逆转惜败，同时也收获了混双的第二冠。
2017年8月，徐承宰代表韓国出戰在中華民國臺北市舉行的世界大學生運動會羽毛球比賽，贏得男子雙打金牌。
2017年11月中旬，徐承宰分别与金元昊及金荷娜搭檔出戰加拿大羽毛球大獎賽。在男双决赛中，面对赛会8号种子、英格兰的彼得·布里格斯/汤姆·沃尔芬登，双方展开激烈对抗，最终以1比2 （20-22、21-16、19-21）不敌对手。而混双方面，在準决赛中以1比2 （14-21、21-16、18-21）不敌赛会头号种子、队友催率圭/蔡侑玎。
2017年11月底至12月初，徐承宰分别与金元昊和金荷娜出戰韓國羽毛球大師賽。在混双四强中，以2比0（21-15、21-11）轻取印尼的哈菲兹·费萨尔/格罗里亚·埃马努埃莱·维德佳佳。决赛中，以三局比拼2比1（17-21、21-13、21-18）拿下赛会第1种子、队友催率圭/蔡侑玎，捍卫了本土赛事的混双冠军。而男双四强中，激战三局2比1（23-25、21-12、21-15）逆转了中華台北的廖敏竣/蘇敬恒取胜。决赛中，以2比0（21-15、21-16）快速地拿下队友鄭在旭/金基正，赢得了冠军。加上之前的混双冠军，也让他成为了本土赛事的双冠王。

### 2018年
2018年5月初，徐承宰与蔡侑玎出戰紐西蘭羽毛球公開賽。在混双决赛中，面对赛会3号种子、中華台北的王齊麟/李佳馨，双方展开激烈地对抗，最终以1比2 （19-21、21-14、19-21）不敌对手。
隨後，徐承宰与蔡侑玎搭檔出戰澳洲羽毛球公開賽。在混双决赛中，面对赛会7号种子、奥运亚军大马组合陳炳順/吳柳螢，表现出色，以2比0 （21-12、23-21）力挫对手，俩人首次赢得冠军。

### 2023年 世錦賽雙冠王
2023年，徐承宰於當年世界羽球錦標賽中，分別搭檔蔡侑玎和姜敏赫獲得混合雙打和男子雙打兩枚金牌，在混雙項目決賽以(21-17、10-21、21-18)擊敗排名世界第一的中國組合鄭思維/黃雅瓊，並取得對戰首勝；在男雙項目以2比1逆轉（14-21、21-15、21-17）丹麥第一男雙組合金·阿斯特魯普/安德斯·斯考勞普·拉斯姆森成功摘金。成為在世界羽球錦標賽歷史上第九位在單屆比賽中兼項奪冠的運動員，也是繼朴柱奉和金東文後第三位獲得此殊榮的韓國運動員。

## 主要比賽成績
只列出曾進入準決賽的國際賽事成績：
| 年份                        | 賽事                     | 公開賽級別 | 項目     | 搭檔   | 成績   |
| --------------------------- | ------------------------ | ---------- | -------- | ------ | ------ |
| 2012年                      | 世界青年羽毛球錦標賽     | 其他       | 混合團體 | －     | 季軍   |
| 2013年                      | 亞洲青年羽毛球錦標賽     | 其他       | 混合團體 | －     | 亞軍   |
| 2013年                      | 世界青年羽毛球錦標賽     | 其他       | 混合團體 | －     | 冠軍   |
| 2013年                      | 世界青年羽毛球錦標賽     | 其他       | 男子雙打 | 崔鐘友 | 季軍   |
| 2014年                      | 亞洲青年羽毛球錦標賽     | 其他       | 混合團體 | －     | 亞軍   |
| 2015年                      | 亞洲青年羽毛球錦標賽     | 其他       | 混合團體 | －     | 亞軍   |
| 2015年                      | 亞洲青年羽毛球錦標賽     | 其他       | 男子單打 | －     | 亞軍   |
| 2016年                      | 世界大學生羽毛球錦標賽   | 其他       | 混合團體 | －     | 季軍   |
| 2017年                      | 蘇迪曼盃                 | 其他       | 混合團體 | －     | 冠軍   |
| 2017年                      | 中華台北羽球公開賽       | 黃金大獎賽 | 混合雙打 | 金荷娜 | 冠軍   |
| 2017年                      | 加拿大羽毛球大獎賽       | 大獎賽     | 男子雙打 | 金元昊 | 亞軍   |
| 2017年                      | 加拿大羽毛球大獎賽       | 大獎賽     | 混合雙打 | 金荷娜 | 準決賽 |
| 2017年                      | 美國羽毛球黃金大獎賽     | 黃金大獎賽 | 混合雙打 | 金荷娜 | 冠軍   |
| 2017年                      | 世界大學運動會羽毛球比賽 | 其他       | 男子雙打 | 金載煥 | 金牌   |
| 2017年                      | 澳門羽毛球黃金大獎賽     | 黃金大獎賽 | 男子雙打 | 金元昊 | 亞軍   |
| 2017年                      | 澳門羽毛球黃金大獎賽     | 黃金大獎賽 | 混合雙打 | 金荷娜 | 亞軍   |
| 2017年                      | 韓國羽毛球大師賽         | 大獎賽     | 男子雙打 | 金元昊 | 冠軍   |
| 2017年                      | 韓國羽毛球大師賽         | 大獎賽     | 混合雙打 | 金荷娜 | 冠軍   |
| 2018年                      | 亞洲羽毛球團體錦標賽     | 其他       | 男子團體 | －     | 季軍   |
| 2018年                      | 紐西蘭羽毛球公開賽       | 超級300賽  | 混合雙打 | 蔡侑玎 | 亞軍   |
| 2018年                      | 澳洲羽毛球公開賽         | 超級300賽  | 混合雙打 | 蔡侑玎 | 冠軍   |
| 2018年                      | 韓國羽毛球公開賽         | 超級500賽  | 男子雙打 | 催率圭 | 準決賽 |
| 2018年                      | 韓國羽毛球公開賽         | 超級500賽  | 混合雙打 | 蔡侑玎 | 準決賽 |
| 2018年                      | 丹麥羽毛球公開賽         | 超級750賽  | 混合雙打 | 蔡侑玎 | 準決賽 |
| 2018年                      | 法國羽毛球公開賽         | 超級750賽  | 混合雙打 | 蔡侑玎 | 亞軍   |
| 2018年                      | 挪威羽毛球國際賽         | 國際系列賽 | 男子雙打 | 催率圭 | 冠軍   |
| 2018年                      | 愛爾蘭羽毛球公開賽       | 國際系列賽 | 男子雙打 | 催率圭 | 冠軍   |
| 2018年                      | 韓國羽毛球大師賽         | 超級300賽  | 男子雙打 | 催率圭 | 冠軍   |
| 2019年                      |                          |            |          |        |        |
| 西班牙羽毛球大師賽          | 超級300賽                | 男子雙打   | 金元昊   | 亞軍   |        |
| 西班牙羽毛球大師賽          | 超級300賽                | 混合雙打   | 蔡侑玎   | 冠軍   |        |
| 德國羽毛球公開賽            | 超級300賽                | 混合雙打   | 蔡侑玎   | 冠軍   |        |
| 澳洲羽毛球公開賽            | 超級300賽                | 男子雙打   | 催率圭   | 準決賽 |        |
| 中華台北羽毛球公開賽        | 超級300賽                | 男子雙打   | 催率圭   | 亞軍   |        |
| 中華台北羽毛球公開賽        | 超級300賽                | 混合雙打   | 蔡侑玎   | 亞軍   |        |
| 越南羽毛球公開賽            | 超級100賽                | 男子雙打   | 催率圭   | 冠軍   |        |
| 中國羽毛球公開賽            | 超級1000賽               | 混合雙打   | 蔡侑玎   | 準決賽 |        |
| 韓國羽毛球公開賽            | 超級500賽                | 男子雙打   | 催率圭   | 準決賽 |        |
| 韓國羽毛球公開賽            | 超級500賽                | 混合雙打   | 蔡侑玎   | 準決賽 |        |
| 丹麥羽毛球公開賽            | 超級750賽                | 混合雙打   | 蔡侑玎   | 準決賽 |        |
| 香港羽毛球公开赛            | 超級500賽                | 男子雙打   | 催率圭   | 冠軍   |        |
| 韓國羽毛球大師賽            | 超級300賽                | 男子雙打   | 催率圭   | 準決賽 |        |
| 赛义德·莫迪国际羽毛球锦标赛 | 超級300賽                | 男子雙打   | 催率圭   | 亞軍   |        |
| 2020年                      | 全英羽毛球公開賽         | 超級1000賽 | 混合雙打 | 蔡侑玎 | 準決賽 |
| 2020年                      | YONEX泰國羽毛球公開賽    | 超級1000賽 | 男子雙打 | 催率圭 | 準決賽 |
| 2020年                      | YONEX泰國羽毛球公開賽    | 超級1000賽 | 混合雙打 | 蔡侑玎 | 準決賽 |
| 2020年                      | TOYOTA泰國羽毛球公開賽   | 超級1000賽 | 混合雙打 | 蔡侑玎 | 亞軍   |
| 2020年                      | 世界羽聯世界巡迴賽總決賽 | 總決賽     | 男子雙打 | 催率圭 | 準決賽 |
| 2020年                      | 世界羽聯世界巡迴賽總決賽 | 總決賽     | 混合雙打 | 蔡侑玎 | 亞軍   |
| 2021年                      | 蘇迪曼盃                 | 其他       | 混合團體 | －     | 季軍   |
| 2022年                      | 韓國羽毛球公開賽         | 超級500賽  | 男子雙打 | 姜敏赫 | 冠军   |
| 2022年                      | 印尼羽毛球大師賽         | 超級500賽  | 混合雙打 | 蔡侑玎 | 準決賽 |
| 2022年                      | 印尼羽毛球公開賽         | 超級1000賽 | 混合雙打 | 蔡侑玎 | 準決賽 |
| 2022年                      | 澳洲羽毛球公開賽         | 超級300賽  | 混合雙打 | 蔡侑玎 | 冠軍   |
| 2023年                      | 馬來西亞羽毛球公開賽     | 超級1000賽 | 男子雙打 | 姜敏赫 | 準決賽 |
| 2023年                      | 印度羽毛球公開賽         | 超級750賽  | 男子雙打 | 姜敏赫 | 準決賽 |
| 2023年                      | 泰國羽毛球大師賽         | 超級300賽  | 混合雙打 | 蔡侑玎 | 亞軍   |
| 2023年                      | 德國羽毛球公開賽         | 超級300賽  | 男子雙打 | 姜敏赫 | 亞軍   |
| 2023年                      | 全英羽毛球公開賽         | 超級1000賽 | 混合雙打 | 蔡侑玎 | 亞軍   |
| 2023年                      | 蘇迪曼盃                 | 其他       | 混合團體 | －     | 亞軍   |
| 2023年                      | 馬來西亞羽毛球大師賽     | 超級500賽  | 男子雙打 | 姜敏赫 | 冠軍   |
| 2023年                      | 馬來西亞羽毛球大師賽     | 超級500賽  | 混合雙打 | 蔡侑玎 | 準決賽 |
| 2023年                      | 印尼羽毛球公開賽         | 超級1000賽 | 男子雙打 | 姜敏赫 | 準決賽 |
| 2023年                      | 韓國羽毛球公開賽         | 超級500賽  | 男子雙打 | 姜敏赫 | 準決賽 |
| 2023年                      | 澳洲羽毛球公開賽         | 超級500賽  | 男子雙打 | 姜敏赫 | 冠軍   |
| 2023年                      | 澳洲羽毛球公開賽         | 超級500賽  | 混合雙打 | 蔡侑玎 | 準決賽 |
| 2023年                      | 世界羽毛球錦標賽         | 其他       | 男子雙打 | 姜敏赫 | 冠軍   |
| 2023年                      | 世界羽毛球錦標賽         | 其他       | 混合雙打 | 蔡侑玎 | 冠軍   |
| 2023年                      | 中國羽毛球公開賽         | 超級1000賽 | 男子雙打 | 姜敏赫 | 準決賽 |
| 2023年                      | 中國羽毛球公開賽         | 超級1000賽 | 混合雙打 | 蔡侑玎 | 冠軍   |
| 2023年                      | 亞洲運動會羽毛球比賽     | 其他       | 男子團体 | －     | 銅牌   |
| 2023年                      | 亞洲運動會羽毛球比賽     | 其他       | 混合雙打 | 蔡侑玎 | 銅牌   |
| 2023年                      | 丹麥羽毛球公開賽         | 超級750賽  | 混合雙打 | 蔡侑玎 | 準決賽 |
| 2023年                      | 韓國羽毛球大師賽         | 超級300賽  | 男子雙打 | 姜敏赫 | 準決賽 |
| 2023年                      | 韓國羽毛球大師賽         | 超級300賽  | 混合雙打 | 蔡侑玎 | 冠軍   |
| 2023年                      | 日本熊本羽毛球大師賽     | 超級500賽  | 混合雙打 | 蔡侑玎 | 準決賽 |
| 2023年                      | 中國羽毛球大師賽         | 超級750賽  | 混合雙打 | 蔡侑玎 | 亞軍   |
| 2023年                      | 世界羽聯世界巡迴賽總決賽 | 總決賽     | 男子雙打 | 姜敏赫 | 冠軍   |
| 2023年                      | 世界羽聯世界巡迴賽總決賽 | 總決賽     | 混合雙打 | 蔡侑玎 | 準決賽 |
| 2024年                      | 馬來西亞羽毛球公開賽     | 超級1000賽 | 男子雙打 | 姜敏赫 | 準決賽 |
| 2024年                      | 印度羽毛球公開賽         | 超級750賽  | 男子雙打 | 姜敏赫 | 冠軍   |
| 2024年                      | 亞洲羽毛球團体錦標賽     | 其他       | 男子團体 | －     | 季軍   |
| 2024年                      | 法國羽毛球公開賽         | 超級750賽  | 男子雙打 | 姜敏赫 | 準決賽 |
| 2024年                      | 法國羽毛球公開賽         | 超級750賽  | 混合雙打 | 蔡侑玎 | 亞軍   |
| 2024年                      | 亞洲羽毛球錦標賽         | 其他       | 混合雙打 | 蔡侑玎 | 亞軍   |
| 2024年                      | 新加坡羽毛球公開賽       | 超級750賽  | 混合雙打 | 蔡侑玎 | 準決賽 |
| 2024年                      | 奧林匹克運動會羽毛球比賽 | 其他       | 混合雙打 | 蔡侑玎 | 殿軍   |
| 2024年                      | 日本羽毛球公開賽         | 超級750賽  | 男子雙打 | 姜敏赫 | 亞軍   |
| 2024年                      | 韓國羽毛球公開賽         | 超級500賽  | 男子雙打 | 姜敏赫 | 亞軍   |
| 2024年                      | 香港羽毛球公開賽         | 超級500賽  | 男子雙打 | 姜敏赫 | 冠軍   |
| 2024年                      | 韓國羽毛球大師賽         | 超級300賽  | 男子雙打 | 奇東柱 | 準決賽 |
| 2024年                      | 中國羽毛球大師賽         | 超級750賽  | 男子雙打 | 真龍   | 冠軍   |
| 2025年                      | 馬來西亞羽毛球公開賽     | 超級1000賽 | 男子雙打 | 金元昊 | 冠軍   |
| 2025年                      | 印度羽毛球公開賽         | 超級750賽  | 男子雙打 | 金元昊 | 亞軍   |
| 2025年                      | 泰國羽毛球大師賽         | 超級300賽  | 男子雙打 | 真龍   | 冠軍   |
| 2025年                      | 德國羽毛球公開賽         | 超級300賽  | 男子雙打 | 金元昊 | 冠軍   |
| 2025年                      | 奧爾良羽毛球大師賽       | 超級300賽  | 男子雙打 | 金元昊 | 準決賽 |
| 2025年                      | 全英羽毛球公開賽         | 超級1000賽 | 男子雙打 | 金元昊 | 冠軍   |
| 2025年                      | 蘇迪曼盃                 | 其他       | 混合團體 | －     | 亞軍   |
| 2025年                      | 新加坡羽毛球公開賽       | 超級750賽  | 男子雙打 | 金元昊 | 亞軍   |
| 2025年                      | 印尼羽毛球公開賽         | 超級1000賽 | 男子雙打 | 金元昊 | 冠軍   |
| 2025年                      | 日本羽毛球公開賽         | 超級750賽  | 男子雙打 | 金元昊 | 冠軍   |

| 2007-2017年 | 首要超級賽 | 超級賽 | 黃金大獎賽 | 大獎賽 | 國際挑戰賽 | 國際系列賽 | 未來系列賽 | 其他 |

| 2018-2026年 | 總決賽 | 超級1000賽 | 超級750賽 | 超級500賽 | 超級300賽 | 超級100賽 | 國際挑戰賽 | 國際系列賽 | 未來系列賽 | 其他 |

### 奧運會和世錦賽參賽紀錄
|          | 搭檔   | 2019 | 2020       | 2021 | 2022 | 2023 | 2024 |
| -------- | ------ | ---- | ---------- | ---- | ---- | ---- | ---- |
| 男子雙打 | 催率圭 | 8強  | 小組第三名 | －   | 8強  | －   | －   |
| 男子雙打 | 姜敏赫 | －   | －         | －   | －   | 冠軍 | 8強  |
| 混合雙打 | 蔡侑玎 | 8強  | 8強        | －   | 8强  | 冠軍 | 殿軍 |

### 世界冠軍頭銜
徐承宰在羽毛球生涯中共奪得3項羽毛球世界冠軍頭銜。
| 賽事             | 奪冠次數 | 年份                          |
| ---------------- | -------- | ----------------------------- |
| 世界羽毛球錦標賽 | 2        | 2023年（男子雙打 & 混合雙打） |
| 蘇迪曼盃         | 1        | 2017年（混合團體）            |
| 總計             | 3        |                               |

## 主要对賽记录
徐承宰與主要對手的對賽成績如下，（只列出对赛五次或以上的对手，截至2025年6月7日）：
| 對手                            | 對賽次數 | 對賽結果 | 對賽結果 | 總計 |
| 對手                            | 對賽次數 | 勝       | 負       | 總計 |
| ------------------------------- | -------- | -------- | -------- | ---- |
| 李洋 王齊麟                     | 6        | 4        | 2        | +1   |
| 穆罕默德·阿赫桑 亨德拉·塞蒂亚万 | 5        | 3        | 2        | +1   |
| 谢定峰 苏伟译                   | 5        | 2        | 3        | -1   |
| 嘉村健士 园田启悟               | 6        | 2        | 4        | -2   |

| 對手                                 | 對賽次數 | 對賽結果 | 對賽結果 | 總計 |
| 對手                                 | 對賽次數 | 勝       | 負       | 總計 |
| ------------------------------------ | -------- | -------- | -------- | ---- |
| 萨维克赛拉吉·兰基雷迪 奇拉格·谢提    | 8        | 3        | 5        | -2   |
| 吴世飞 努·伊祖丁                     | 5        | 2        | 3        | -1   |
| 穆罕默德·肖希布·菲克里 巴加斯·毛拉纳 | 6        | 5        | 1        | +4   |
| 法贾·阿尔弗兰 穆罕默德·里安·阿利安托 | 9        | 6        | 3        | +3   |
| 保木卓朗 小林优吾                    | 9        | 6        | 3        | +3   |
| 穆罕默德·阿赫桑 亨德拉·塞蒂亚万      | 7        | 5        | 2        | +3   |
| 李洋 王齐麟                          | 5        | 4        | 1        | +3   |
| 刘雨辰 欧烜屹                        | 5        | 4        | 1        | +3   |
| 万炜聪 郑凯文                        | 5        | 3        | 2        | +1   |
| 谢定峰 苏伟译                        | 5        | 3        | 2        | +1   |

男双 - 金元浩
| 對手 | 對賽次數 | 對賽結果 | 對賽結果 | 總計 |
| 對手 | 對賽次數 | 勝       | 負       | 總計 |
| ---- | -------- | -------- | -------- | ---- |

混雙 - 蔡侑玎
韩国国家队隊員
| 對手          | 對賽次數 | 對賽結果 | 對賽結果 | 總計 |
| 對手          | 對賽次數 | 勝       | 負       | 總計 |
| ------------- | -------- | -------- | -------- | ---- |
| 金元浩 郑那银 | 6        | 5        | 1        | +4   |

其他選手
| 對手                                   | 對賽次數 | 對賽結果 | 對賽結果 | 總計 |
| 對手                                   | 對賽次數 | 勝       | 負       | 總計 |
| -------------------------------------- | -------- | -------- | -------- | ---- |
| 德差蓬·保烏拉努科 沙西麗·德拉達那猜    | 20       | 10       | 10       | 0    |
| 陈炳顺 吳柳螢                          | 6        | 4        | 2        | +2   |
| 鄧俊文 謝影雪                          | 8        | 6        | 2        | +4   |
| 罗宾·塔博林 塞萊娜·皮克                | 9        | 6        | 3        | +3   |
| 渡邊勇大 東野有紗                      | 11       | 4        | 7        | -3   |
| 吴埙阀 賴潔敏                          | 5        | 4        | 1        | +3   |
| 陈堂杰 杜颐沩                          | 5        | 4        | 1        | +3   |
| 王懿律 黄东萍                          | 6        | 1        | 5        | -4   |
| 鄭思維 黃雅瓊                          | 19       | 3        | 16       | -13  |
| 叶宏蔚 李佳馨                          | 5        | 3        | 2        | +1   |
| 金子祐树 松友美佐纪                    | 6        | 6        | 0        | +6   |
| 里诺夫·里瓦尔迪 皮塔·哈宁泰亚斯·门塔里 | 8        | 8        | 0        | +8   |
| 苏柏·宗国 素比莎拉·飘讪攀              | 5        | 4        | 1        | +3   |
| 冯彦哲 黄东萍                          | 6        | 1        | 5        | -4   |
| 蒋振邦 魏雅欣                          | 6        | 4        | 2        | +2   |

## 其他獎項
| 年份   | 頒獎典禮               | 獎項                 | 搭檔   | 結果 | 備註   |
| ------ | ---------------------- | -------------------- | ------ | ---- | ------ |
| 2024年 | BWF 2024年度最佳運動員 | 年度最佳男子雙打組合 | 姜敏赫 | 提名 | [ 10 ] |

## 個人生活
2023年底，徐承宰和女友完成了訂婚，並將於12月23日步入禮堂。

## 外部連結
- 徐承宰在世界羽球聯盟的登錄資料